# Tömeghisztéria
A tömeghisztéria a pszichológiában annak a jelenségnek adott név, amikor ugyanazok a hisztériás tünetek egyszerre egynél több embernél jelentkeznek. Rendszerint úgy kezdődik, hogy egyvalaki mások előtt hisztérikussá válik, majd ez a többiekre is átragad. 
Példa erre sok baleset, ahol az emberek irracionálisan viselkednek: sikoltoznak, rossz felé szaladnak stb.; vagy amikor egy ismeretlen bűnözőtől rettegő tömegnek ártatlan emberek válnak célpontjává. Másik gyakori tünete a tömeges rosszullét, amit gyakran a közösen átélt traumatikus élmény okoz. Egy ember émelygésének látványa fiziológiás alapon másokban is hasonló reakciókat válthat ki.
Tágabb értelemben tömeghisztériának mondhatóak bizonyos politikai, filozófiai, vallási nézetek elterjedése is. Egy eklatáns példa erre a rasszizmus.

## Tömeges pszichogén betegség (MPI)
Tömeges szociogén betegségnek, tömeges pszichogén rendellenességnek, járványos hisztériának vagy tömeghisztériának is neveznek, „egy összetartó csoporttagjait érintő betegség jelek és tünetek gyors terjedése, amely egy idegrendszeri zavarból ered, mely egy testi funkcióelvesztésével vagy megváltozásával jár. Az öntudatlan fizikai cselekedeteknek nincs megfelelő okuk”.

### Elterjedése
A tömeges pszichogén betegség, mely a betegség tüneteinek elterjedését egy olyan populáción keresztül, ahol nincs vírus vagy baktérium kórokozó, amely a fertőzésért felelős. Az MPI abban különbözik a kollektív téveszközök más típusaitól, hogy az MPI fizikai tünetekkel jár. Balaratnasingam és Janca szerint a tömeg hisztéria egy mai napig nem igazán értett jelenség. Az MPI-kitörések jellemzői gyakran a következők:
- tünetek, amelyeknek nincs szervi alapjuk
- átmeneti és jóindulatú tünetek
- gyors tünetekkel, gyors gyógyulással
- előfordulása egy szegregált csoportban
- rendkívüli szorongás jelenléte
- látás, hang vagy szóbeli kommunikáció útján terjedő tünetek
- eloszlása, amely csökken az életkor szerint, kezdve az idősebb vagy magasabb státuszú emberekkel

A brit pszichiáter, Simon Wesseley megkülönbözteti az MPI két formáját:
- A szorongásos tömeghisztéria „akut szorongás epizódjaiból áll, amelyek elsősorban az iskolás gyermekekben fordulnak elő. Kezdeti feszültség nincs jelen, gyors terjedés vizuális érintkezés útján”.
- A súlyos motoros hisztéria a megindító viselkedésének rendellenességeiből áll. Bármely korcsoportban előfordul, és előzetes feszültség van jelen. A kezdeti eseteket azonosítani lehet, és a terjedés fokozatos.

A DSM-IV-TR-nek nincs konkrét diagnózisa erre az állapotra, de a konverziós zavart leíró meghatározás kimondja, hogy „a járványos hisztériában” megosztott tünetek egy körülhatárolt embercsoportban alakulnak ki, miután egy közös eseménynek vannak kitéve.

### Gyakori tünetek
Timothy F. Jones, a Tennessee Egészségügyi Minisztériumból az alábbi tüneteket állítja az 1980–1990-ben bekövetkezett kitörések közös jellemzői alapján:
| Tünet                          | Százalékos előfordulás |
| ------------------------------ | ---------------------- |
| Fejfájás                       | 67                     |
| Szédülés                       | 46                     |
| Hányinger                      | 41                     |
| Hasi görcsök                   | 39                     |
| Köhögés                        | 31                     |
| Fáradtság, álmosság, gyengeség | 31                     |
| Fájó vagy égő torok            | 30                     |
| Nehéz légzés                   | 19                     |
| Vizes vagy irritált szem       | 13                     |
| Mellkasi fájdalom              | 12                     |
| Koncentráció képtelenség       | 11                     |
| Hányás                         | 10                     |
| Zsibbadás                      | 10                     |
| Hasmenés                       | 8                      |
| Látási probléma                | 7                      |
| Kiütés                         | 7                      |

### Megelőzés és intenzitás
A serdülőket és a gyermekeket gyakran érinti az MPI esete. A kutatás nem támasztotta alá a hipotézist, miszerint a magamutogatásra vagy a neurotizmusra hajlamosak, vagy az alacsony IQ pontszámúak jobban érintettek lennének egy hisztérikus járvány kitörésekor. Bartholomew és Wesseley kijelenti, hogy „egyértelműnek tűnik, hogy nincs különösebb hajlam a tömeg-szociogén betegségre, és ez egy viselkedési reakció, amelyhez bárki képes csatlakozni megfelelő körülmények között”. A médiában való megjelenés súlyosbítja a kitöréseket. A betegség a kezdeti kitörés után is megismétlődhet. John Waller azt tanácsolja, hogy amint megállapítást nyer a betegség, a hatóságok nem avatkozhatnak be. Például a szingapúri gyár incidenstanulmányában egy gyógyszerészt felhívtak ördögűzés elvégzésére.

### Kutatás
A társadalomtudományok kutatása nehézkes az ellenőrzött kísérletek lehetőségből adódóan, a tömeges szociogenikus betegeknélez hatványozottan igaz. Jones szerint az MPI hatása nehezen különböztethető meg a bioterrorizmustól, és gyorsan terjedőfertőzéstől/enyhe toxikus behatástól".
Singer, az Egységes Orvostudományi Iskolák kutatója szerint a problémák a következőek: "Egy olyan embercsoportot találsz akiket kivizsgálsz, mindent megmérsz, amit meg lehet mérni … és amikor még mindig nem talál semmilyen fizikai okot, azt mondod: „Nos, itt nincs semmi más, nevezzük MPI esetnek”. Hiányzik a logika a következő érvben: „Nincs semmi, tehát MPI-nek kell lennie.” Ez az elképzelés kizárja a felmérés hiányosságának lehetőségét.

### A történelemben
A legkorábbi vizsgált esete járványos hisztériának a táncoló mániák a középkorban, köztük a Szent János-tánc és tarantizmus. Ezeket megszállottságnak vagy a tarantula pók harapásának tudták be. Azok, akik részt vettek a mániatáncban, nagy csoportokban táncoltak, néha akár hetekig. A tánc néha együtt járt meztelenkedéssel, üvöltéssel, obszcén gesztusokkal, (állítólag) akár a halál beálltáig való nevetéssel/sírással. A táncmánia széles körben elterjedt volt Európában. A 15. és a 19. század között a motoros hisztéria előfordulása gyakori volt a kolostorokban. Ezek a csoportok fiatal nőkből álltak, akik általában a család kényszer hatására álltak apácának. Miután elfogadták, (szexuális) tisztasági és szegénységi fogadalmat tettek. Az apácák sok viselkedését, általában démoni megszállottságnak tulajdonították. Az egyik kolostor apácái rendszeresen nyávogni kezdtek, mint a macskák, ezért gyakran hívtak be papokat a démonok elűzésére.

## Vallási tömeghisztéria
Sokszor a mindenáron való valahova tartozás az indítéka, de ezen kívül sok minden lehet. Lehet például a halálfélelemre építeni és lehet a túlvilági élet ígéretére, vagy a világvége hirdetése. Ezeket jellemzően szektáknak nevezik, de a hagyományos vallások szervezeteinek tagjai sem kivételek. Jelentős számú pszichológus megegyező véleménye szerint az így taggá váló emberek 60%-a krónikus érzelmi labilitással és identitászavarral küzd, éppen ezért olyan kecsegtető számukra a hamis, de sokak számára vonzó szektaélet.
Meghökkentette az egész világot az 1970-es években a Guyana zöld erdejében fekvő kisvárosban, Jonestownban történt tömeges öngyilkosság. Jim Jones, a Népek Temploma elnevezésű vallási szekta feje több mint 900 embert vett rá a családtagjai és saját élete kioltására. Ez egy közös szertartás keretében egy ciánkálit tartalmazó gyümölcsös itallal történt jellemzően önként, de a hívek egy része, például az anyák (nem?) önként itatták meg méreggel gyermekeiket, majd követték őket a másvilágba.